# IC 3888
IC 3888 је лентикуларна галаксија у сазвјежђу Ловачки пси која се налази на листи објеката дубоког неба у Индекс каталогу.
Деклинација објекта је + 39° 34' 19" а ректасцензија 12h 54m 46,3s. Привидна величина (магнитуда) објекта IC 3888 износи 14,3 а фотографска магнитуда 15,3. IC 3888 је још познат и под ознакама MCG 7-27-3, NPM1G +39.0303, PGC 43956.